# Santrampur
Santrampur là một thành phố và khu đô thị của quận Panch Mahals thuộc bang Gujarat, Ấn Độ.

## Nhân khẩu
Theo điều tra dân số năm 2001 của Ấn Độ, Santrampur có dân số 15.781 người. Phái nam chiếm 52% tổng số dân và phái nữ chiếm 48%. Santrampur có tỷ lệ 74% biết đọc biết viết, cao hơn tỷ lệ trung bình toàn quốc là 59,5%: tỷ lệ cho phái nam là 81%, và tỷ lệ cho phái nữ là 66%. Tại Santrampur, 13% dân số nhỏ hơn 6 tuổi.